# ريموند برانجيه الثالث
ريموند برانجيه الثالث (1082 - 1131م) هو كونت برشلونة وجرندة وأوسونا منذ عام 1086، وبيسالو منذ عام 1111، وسيردانيا منذ عام 1117، وبروفنس في الإمبراطورية الرومانية المقدسة منذ عام 1112، وحتى وفاته في برشلونة عام 1131. حكم بين عامي 1086 و1097 إلى جانب عمّه برانجيه ريموند الثاني، ومنذ عام 1097 وحتى وفاته بنفسه.
ولد ريموند الثالث في عام 1082، بمدينة رودز الفرنسية. كان أبوه ريموند برانجيه الثاني كونتاً لبرشلونة حكم بالتشارك مع أخيه برانجيه الثاني، وبعد وفاته في عام 1082 اتهم أخوه برانجيه بتدبير قتله، واندلعت حرب أهلية انتهت بتسويةٍ عام 1086 مفادها أن يساعد برانجيه ابن أخيه ريموند الثالث في الحكم لمدة 11 سنة حتى يبلغ سناً مناسبة تمكِّنه من الانفراد بالحكم. وبالفعل انفرد ريموند الثالث بالحكم في عام 1097، بينما نفي عمه برانجيه قسرياً.
امتدَّت رقعة كتالونيا (كونتية برشلونة) خلال عهده لتجتاز كلا جانبي جبال البرانس. وقد تمكَّن عبر المقاطع والزواج من توسيع نفوذه حتى بلغ معظم المدن الكتالانية، باتسثناء أورغل وبيريلادا. وقد ورث كذلك حكم مقاطعتي بيسالو عام 1111 وسيردانيا عام 1117، وكذلك تزوَّج دوس الأولى وريثة بروفنس عام 1112. وفي النهاية امتدَّت سلطته شرقاً حتى مدينة نيس.
تحالف ريموند الثالث مع كونت أورغل لغزو بربشتر وبالاغوار، وأسس علاقاتٍ ودية مع جمهوريات إيطاليا مثل بيزا وجنوة، وقد تحالف في عامي 1114 و1115 مع بيزا لغزو جزيرتي ميورقة وإيبيزا الإسلاميَّتين في جزر البليار. بعد الغزو، أصبحت الجزر تؤدّي إليه الجزية، وتمكَّن من إعتاق الكثير من العبيد المسيحيّين الذي كانوا هناك. وقد تحالف ريموند كذلك مع بيزا لغزو المدن الإسلامية في الأندلس، مثل بلنسية ولاردة وطرطوشة. سافر ريموند إلى روما في عام 1116 لتوقيع معاهدة مع البابا باسكال الثاني لشنّ حملة صليبية ضدَّ طراغونة. وبحلول عام 1118 تمكَّن ريموند بالفعل من الاستيلاء على طراغونة، فأصبحت مقرَّ الكنيسة في كتالونيا.
أصبح ريموند برانجيه الثالث في نهاية حياته أحد فرسان الهيكل. أعطى فيما بعد مقاطعاته الكتالونية الخمس إلى ابنه الأكبر ريموند برانجيه الرابع، وأما بروفنس فقد أورثها لابنه الآخر برانجيه ريموند. وقد توفي في عام 1131، ودُفِنَ في دير سانتا ماريا دي ريبوي.